# Major-Facilitator-Superfamilie
Die Major-Facilitator-Superfamilie (MFS) ist eine Familie von Membranproteinen. Die Mitglieder dieser Familie bilden die größte Gruppe von Transportern. Sie transportieren gelöste Verbindungen durch Zellmembranen und sind in allen Organismen vorhanden. Der Transportmodus kann sowohl sekundär aktiv als auch passiv (erleichterte Diffusion) sein.

## Aufbau und Funktion

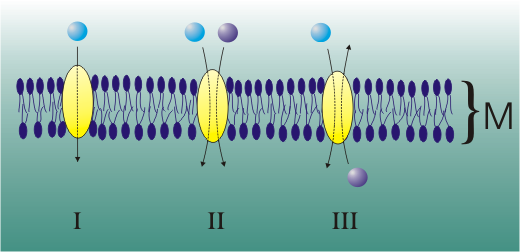
Schematische Darstellung von Uniport (I), Symport (II) und Antiport (III); M = Zellmembran.

Die MF-Superfamilie besteht aus 58 einzelnen Familien mit bisher etwa 5000 unterschiedlichen sequenzierten Proteinen. Diese Anzahl wird im Rahmen der fortschreitenden Sequenzierung von Organismen weiter ansteigen. Die Major-Facilitator-Superfamilie ist weltweit verbreitet – in allen Organismen und allen ihren biologischen Zellen. Sie arbeiten dabei als Uniporter (Transport von nur einem Substrat), Symporter (Transport von zwei oder mehr Substraten) oder als Antiporter (Transport in entgegengesetzter Richtung).
Die MFS-Antiporter – vermutlich sogar alle MFS-Proteine – haben den gleichen dreidimensionalen Aufbau. Sie bestehen aus zwei Domänen, die eine Substrat-Translokation umgeben. Im Gegensatz zu den ABC-Transportern haben sie keine ATP-bindende Domänen und im Unterschied zu Ionenkanälen bilden sie keine durchgehende Verbindung zwischen den beiden Seiten einer Membran. Sie bestehen aus 400 bis 600 Aminosäuren.
Ein typischer MFS-Transporter ist in seiner Aminosäuresequenz in insgesamt 11 bis 12 Abschnitte unterteilt, die im Wesentlichen aus hydrophoben Aminosäure aufgebaut sind und sich in der Zellmembran befinden. Wegen der α-helikalen Sekundärstruktur werden diese Bereiche auch als Transmembran-Helices (TMH) bezeichnet. Die Transmembranhelices sind untereinander meist mit hydrophilen Aminosäuren verbunden, die sich sowohl intra- als auch extrazellulär befinden.

Ein Ionenkanal (links) im Vergleich zu einem Transporter

Der Transport erfolgt durch eine Konformationsänderung des Transporterproteins. Dabei ragt die Substratbindestelle entweder in den intra- oder in den extrazellulären Raum hinein. Wird ein Substrat extrazellulär gebunden, so ändert der MFS-Transporter seine Konformation, wodurch das Substrat in das Zytoplasma transportiert wird. Anschließend löst sich wieder die Bindung zwischen Transporter und Substrat, der Transporter nimmt seine Ausgangskonformation wieder an und kann so das nächste Substrat aufnehmen. Die Einzelschritte des Transportzyklus stehen miteinander im Gleichgewicht.
Entwicklungsgeschichtlich handelt es sich um eine relativ alte Genfamilie, die für die Major-Facilitator-Superfamilie kodiert. Die entsprechenden Gene finden sich in Bakterien, Archaeen, Tieren, Pflanzen und Pilzen vorkommen. Beispielsweise besteht zwischen den Glucose-Transporter von Bakterien und Säugetieren eine enge Verwandtschaft. Die Aminosäuresequenzen sind hoch konserviert.
Eine wichtige Unterfamilie der Major-Facilitator-Superfamilie ist die Familie der Solute Carrier (SLC).

## Beispiele für MFS-Transporter
- GLUT-1 ist ein Glucosetransporter, der vom SLC2A1-Gen kodiert wird.
- Glucose-6-phosphat-Translokase transportiert Glucose-6-Phosphat aus dem Zytoplasma in das endoplasmatische Retikulum (ein Antiporter) und wird SLC37A4-Gen kodiert